# Andrzej Jarosiewicz (duchowny)
Andrzej Jarosiewicz (ur. 16 grudnia 1966 w Rawiczu) – polski duchowny katolicki, Kanonik Gremialny Kapituły Katedralnej Legnickiej (sekretarz), prałat, wykładowca Papieskiego Wydziału Teologicznego we Wrocławiu, referent ds. ekumenicznych diecezji legnickiej. Doktor habilitowany nauk teologicznych.
Bohater wielu skandali, finansowych i obyczajowych. W dniu 18 lipca 2025 r przegrał wytoczony jednej z redakcji proces karny z powództwa prywatnego. 
Publikacja ujawniała zażyłe relacje księdza z 26-letnim wówczas modelem, pokazując między innymi ich wspólne chwile spędzane w jacuzzi. 

## Życiorys
Urodził się 16 grudnia 1966 w Rawiczu jako syn Franciszka Adolfa i Heleny z domu Podlaskiej. Uczęszczał do Szkoły Podstawowej im. Bolesława Chrobrego w Wąsoszu. Ukończył Liceum Ogólnokształcące w Rawiczu. Zaraz po otrzymaniu świadectwa dojrzałości wstąpił do Wyższego Seminarium Duchownego we Wrocławiu. Sakrament święceń otrzymał 18 maja 1991 r. w katedrze wrocławskiej. Jako neoprezbiter został skierowany do pracy duszpasterskiej w parafii Szczawno Zdrój. Przez 13 lat był sekretarzem pierwszego biskupa legnickiego Tadeusza Rybaka. Od 28 czerwca 2004 do 10 grudnia 2023 był proboszczem oraz kustoszem bazyliki Wniebowzięcia NMP i św. Mikołaja w Bolesławcu.
Od 11 grudnia 2023 jest proboszczem  parafii pw. Najświętszego Serca Pana Jezusa w Węglińcu. 
W 2000 r. obronił pracę doktorską pt. Pneumatologia w ujęciu Paula Evdokimova na Papieskim Wydziale Teologicznym we Wrocławiu. W ramach Instytutu Teologii Systematycznej na I Katedrze Teologii Dogmatycznej pełni funkcję adiunkta. Prowadzi działalność dydaktyczną w Wyższym Seminarium Duchownym w Legnicy. Redaktor pozycji albumowych: Krzeszów europejska perła baroku, Bolesławieckie Sanktuarium Maryjne, Bolesławiecka Bazylika Maryjna. W tygodnikach katolickich (Niedziela, Gość Niedzielny) opublikował ponad 150 artykułów i notek, za co odznaczony został nagrodą Mater Verbi.
W 2017 r. został uhonorowany przez ministra kultury Brązowym Medalem „Zasłużony Kulturze Gloria Artis”.

## Publikacje
- Żywa wiara i ład moralny największym bogactwem człowieka, rodziny i narodu, peregrynacja relikwii św. Wojciecha i św. Stanisława - Patronów Polski w diecezji legnickiej 27 marca - 29 maja 2004, pomoce duszpsterskie (red.), Legnica 2004.
- Ingres Ks. Biskupa Stefana Cichego Biskupa Legnickiego. Katedra legnicka 30 IV 2005, godz. 11.30, (red.), Legnica 2005.
- Synod Pięćdziesiątnicą Kościoła. Praca zbiorowa, (red.), Wrocław 2009.
- Pan mój i Bóg mój! uwierzyłeś dlatego, ponieważ Mnie ujrzałeś? Błogosławieni, którzy nie widzieli, a uwierzyli" (J 20,28-29). Teologia Eucharystii w dobie I Kongresu Eucharystycznego Diecezji Legnickiej (oprac.), Dzierżoniów 2014.
- Eucharystia w dogmatycznych dziełach św. Ambrożego i św. Augustyna. Szkice patrystyczne, Lublin 2014.
- Bolesławiecki dom łaski Maryi, Bolesławiec 2016.
- Służyć w miłości. Biskup Stefan Regmunt w 25 rocznicę święceń biskupich. Posługa w diecezji legnickiej, Zielona Góra 2019.